# Bulgarii din Macedonia de Nord
Comunitatea bulgarilor din Macedonia de Nord număra în 2021 un total de 3.504 bulgari, ceea ce reprezintă 0,2% din totalul populației Macedoniei de Nord. Bulgarii trăiesc în principal în orașul Strumica și în zonele înconjurătoare care au făcut parte din districtul Strumica din Bulgaria în perioada 1913-1919.
Strumica a făcut parte din Bulgaria în perioada dintre Războaielor balcanice și sfârșitul Primului Război Mondial, precum și în timpul celui de-Al Doilea Război Mondial.

## Istorie
Până în anul 1913, majoritatea populației slave din Macedonia de Nord avea identitate bulgară. În anul 1919, regiunea Republicii Macedonia de Nord de astăzi a devenit parte a Regatului Serbiei. În timpul celui de-al Doilea Război Mondial, zonele de est ale Macedoniei de Nord făceau parte din Bulgaria. După aceea, Macedonia de Nord a făcut parte din Iugoslavia. Noile autorități iugoslave au început o politică de retragere a influenței bulgare în Macedonia de Nord. Au creat Federația Comunistă Balcanică și o conștiință slavă separată. Autoritățile iugoslave au luat și măsuri represive împotriva atașamentelor pro-bulgare din rândul populației macedonene, inclusiv Crăciunul sângeros din 1945⁠(d). În Macedonia de Nord, bulgarofobia a fost foarte dezvoltată, iar comuniștii au reușit să înlăture toată influența bulgară din regiune.

## Situația actuală
Când Macedonia de Nord și-a câștigat independența, au mai rămas puțini bulgari. Odată cu căderea comunismului, ostilitatea a scăzut, dar încă rămâne. Există și proteste împotriva bulgarilor. În Macedonia de Nord se desfășoară o campanie anti-bulgară, se creează obstacole administrative pentru afacerile bulgare, iar persoanele cu identitate națională bulgară sunt persecutate. Conducătorii din Macedonia de Nord au reușit să transforme o mare parte a populației ostilă față de Bulgaria. În negocierile privind aderarea Macedoniei de Nord la Uniunea Europeană, majoritatea bulgarilor sunt reticenți în a accepta aspirațiile europene ale macedonenilor.